# John R. Batiste

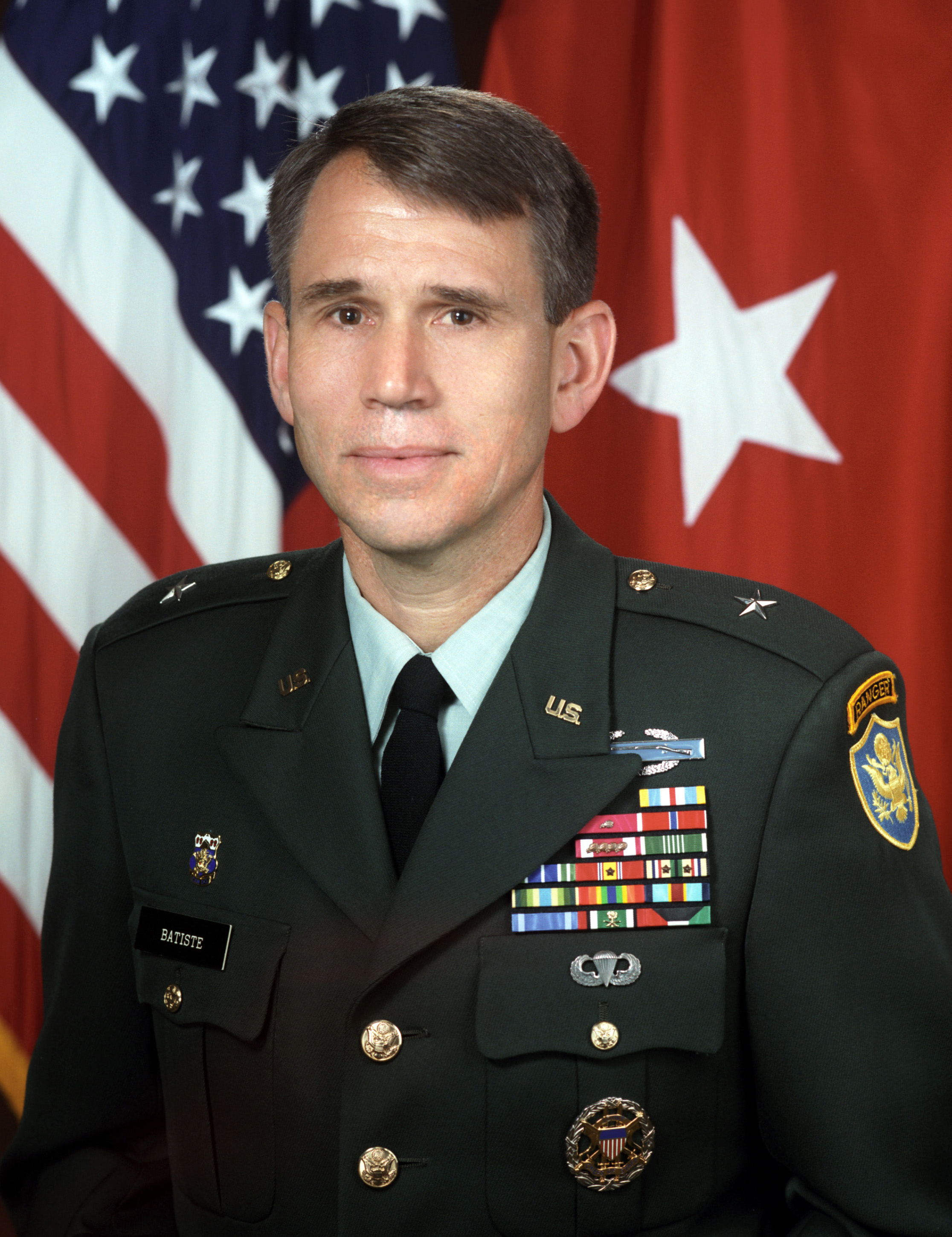
John R. Batiste als Brigadegeneral (2000)

John Robinson Batiste (* 7. Oktober 1952 im Fairfax County, Virginia) ist ein pensionierter Generalmajor der United States Army. Er war unter anderem Kommandeur der 1. Infanteriedivision.
In den Jahren 1971 bis 1974 durchlief John Batiste die United States Military Academy in West Point. Nach seiner Graduation wurde er als Leutnant der Infanterie zugeteilt. In der Armee durchlief er anschließend alle Offiziersränge bis zum Zweisterne-General. Während seiner Laufbahn absolvierte er verschiedene militärische Kurse. Dazu gehörten unter anderem das United States Army War College und das Command and General Staff College.
In den ersten Jahren seiner Karriere absolvierte er an verschiedenen militärischen Standorten militärische Aufgaben. Er kommandierte auf fast allen Ebenen vom Zugführer bis zum Divisionskommandeur. Während des Zweiten Golfkriegs diente er zunächst als Bataillonskommandeur beim 15. Infanterieregiment und dann als Stabsoffizier in einer Brigade. Beide Einheiten unterstanden der 24. Infanteriedivision. In den folgenden Jahren war er bis 1995 als Stabsoffizier für Operationen (G3) bei der 3. Infanteriedivision tätig. Anschließend kommandierte er bis 1997 die 2. Brigade der 1. Panzerdivision, mit der er in Bosnien und Herzegowina eingesetzt war.
Im Jahr 1997 erreichte John Batiste mit seiner Beförderung zum Brigadegeneral die Generalsränge. In den folgenden Jahren war er als Stabsoffizier bei verschiedenen Einheiten tätig. Dazu gehörte eine Stabsstelle beim United States Deputy Secretary of Defense, die er in den Jahren 2001 bis 2002 bekleidete. Dabei war er in die Planungen zum Irakkrieg und zur ersten Phase des Afghanistankriegs involviert. Im August 2002 erhielt John Batiste das Kommando über die 1. Infanteriedivision. Dieses bekleidete er bis zum August 2005. Mit dieser Einheit wurde er ab 2004 in den Irak verlegt. Eine Beförderung zum Generalleutnant lehnte John Batiste im Jahr 2005 aus Protest gegen die Politik von Verteidigungsminister Donald Rumsfeld ab. Stattdessen zog er sich aus dem aktiven Militärdienst zurück.
In den folgenden Jahren blieb Batiste ein entschiedener Gegner der damaligen politischen Führung. Er machte sowohl vor dem US-Senat als auch vor dem Repräsentantenhaus regierungskritische Aussagen. Die Führungsfähigkeit von Verteidigungsminister Rumsfeld stellte er in Frage und forderte erfolglos dessen Rücktritt. Zudem kritisierte er öffentlich die Politik von Präsident George W. Bush.
Im Zivilleben war Batiste zwischen 2005 und 2013 Vorstandschef der Firma Klein Steel Service Inc. in Rochester (New York). Anschließend übernahm er die Leitung der Firma Buffalo Armory in Buffalo. Darüber hinaus ist bzw. war er Mitglied mehrerer Veteranenorganisationen. Er tritt auch mit Reden zu aktuellen Themen an die Öffentlichkeit. Er war zusammen mit Robert W. Mixon Jr. Co-Autor des Buchs Cows in the Living Room: Developing an Effective Strategic Plan and Sustaining It.

## Orden und Auszeichnungen
John Batiste erhielt im Lauf seiner militärischen Laufbahn unter anderem folgende Auszeichnungen:
- Defense Superior Service Medal
- Legion of Merit
- Bronze Star Medal
- Meritorious Service Medal
- Army Commendation Medal